# Erik Mongrain
Erik Mongrain es compositor y un guitarrista canadiense, nació en Montreal, Canadá el 12 de abril de 1980. Reconocido por su estilo acústico único, él usa una técnica de tapping a dos manos en su guitarra acústica. 

## Discografía
En diciembre de 2006, Erik lanzó su primer álbum full-length: Fates, en su sitio en la red como una serie de canciones individuales buyable/downloadable y físicamente disponible a partir de junio de 2007. Su música será incluida en la producción musical del film "Everest Peace Project" de Lance Trumbull, que es un proyecto documental internacional por la paz validado por el dalái lama.
- Forward (2012)
- Equilibrium (2008)
- Fates (2007)
- Un paradis quelque part (2005)
- Les pourris de talent (2005)

## Video
- Erik Mongrain - AirTap!
- Erik Mongrain - Fusions
- Erik Mongrain - Timeless
- Erik Mongrain - I Am Not
- Erik Mongrain - PercussienFa
- Erik Mongrain - The Silent Fool
- Erik Mongrain - A Ripple Effect
- Wikimedia Commons alberga una galería multimedia sobre Erik Mongrain.